# Містер Олімпія 1998
Містер Олімпія 1998 — одне з найбільш значущих міжнародних змагань з культуризму, що пройшло під егідою Міжнародної федерації бодібілдингу (англ. International Federation of Bodybuilding, IFBB) Змагання проходили 10 жовтня 1998 року в Нью-Йорку, США. Ронні Коулмен завоював свій перший у кар'єрі титул Містер Олімпія.

## Історія конкурсу

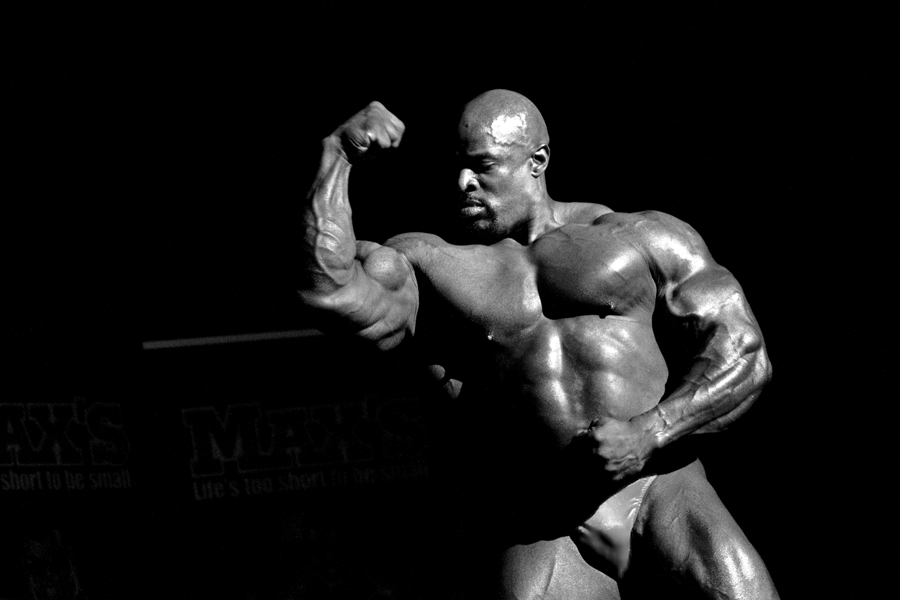
Ронні Коулмен на Містер Олімпія

Незадовго до конкурсу Містер Олімпія 1998, лідер змагань, шестиразовий Мр. Олімпія Доріан Єйтс заявив про завершення кар'єри професійного культуриста. Причиною цього стали травми, отримані спортсменом під час підготовки до турніру. Головними претендентами стали атлети найвищого рівня — Флекс Віллер, Нассер Ель Сонбаті, Ронні Коулмен, Кевін Леврон і Шон Рей.
У першому раунді суддівства лідерство захопив переможець конкурсу Арнольд Класік 1998 Флекс Вілер, на друге місце поставили Нассера Ель Сонбаті. Ронні Коулмен — переможець Ночі Чемпіонів 1998 і Торонто Про 1998 був на третьому місці, а Шон Рей йшов четвертим.
Пол Діллет вдруге у своїй кар'єрі знявся зі змагань через зневоднення організму.
У другому та третьому раундах судді одноголосно поставили Ронні Коулмена на перше місце. Набравши 32 бали Ронні завоював свій перший титул Містер Олімпія з мінімальною перевагою в три бали над другим Флексом Уілером. Флекс Вілер набрав у сумі 35 балів.
Це була перша перемога на конкурсі «Великого Рона», майбутнього 8-разового «Містера олімпія».
Нагородження переможця проводив засновник Міжнародної Федерації Бодібілдерів і конкурсу Містер Олімпія — Джо Уайдер і його брат Бен Уайдер.

## Результати
Загальна сума призових склала $300,000.
| Місце | Приз     | Ім'я!                           | 1  | 2  | 3  | 4  | Бали |
| ----- | -------- | ------------------------------- | -- | -- | -- | -- | ---- |
| 1     | $110,000 | США Ронні Коулмен               | 17 | 5  | 5  | 5  | 32   |
| 2     | $50,000  | США Флекс Віллер                | 5  | 10 | 10 | 10 | 35   |
| 3     | $35,000  | Югославія Нассер Ель Сонбаті    | 11 | 16 | 17 | 16 | 60   |
| 4     | $25,000  | США Кевін Леврон                | 23 | 21 | 20 | 20 | 84   |
| 5     | $20,000  | США Шон Рей                     | 18 | 22 | 24 | 25 | 89   |
| 6     | $14,000  | США Кріс Корм'є                 | 40 | 30 | 30 | 30 | 130  |
| 7     | $13,000  | Австралія Лі Пріст              | 30 | 35 | 35 |    | 100  |
| 8     | $12,000  | Велика Британія Ерні Тейлор     | 53 | 40 | 42 |    | 135  |
| 9     | $11,000  | США Майк Матараццо              | 54 | 48 | 52 |    | 154  |
| 10    | $10,000  | Швейцарія Жан П'єр Фукс         | 53 | 51 | 53 |    | 157  |
| 11    |          | Югославія Мілош Шарчев          | 61 | 56 | 61 |    | 178  |
| 12    |          | США Джонні Мойя                 | 60 | 62 | 62 |    | 184  |
| 13    |          | Тринідад і Тобаго Даррем Чарльз | 69 | 63 | 61 |    | 193  |
| 14    |          | США Аарон Бейкер                | 73 | 67 | 56 |    | 196  |
| 15    |          | Німеччина Гюнтер Шлієркамп      | 77 | 73 | 69 |    | 219  |
| 16    |          | Ліван Ахмад Хайдар              | 84 | 80 | 83 |    | 247  |
| 17    |          | Канада Клод Груль               | 88 | 82 | 82 |    | 252  |
|       |          | Канада Пол Діллетт              | 35 |    |    |    |      |

## Визначні події
- Доріан Єйтс, який отримав важку травму трицепса перед перемогою в конкурсі Містер Олімпія 1997, оголосив про свою відставку, звільнивши місце для нового чемпіона
- Ронні Коулмен здивував поле, вигравши титул у більш визнаних фаворитів, Флекс Віллер, Нассер Ель Сонбаті, Кевін Леврон і Шон Рей. Він піднявся на рекордні вісім місць з 9-го місця, яке посів роком раніше[2].
- Пол Діллет страждав від сильного зневоднення і втратив свідомість після 10 хвилин попереднього суддівства, і вибув зі змагань